# メディアン
株式会社メディアンは、かつて通信販売会社ネットプライスドットコムの子会社でモバイルコンテンツの開発などを行う企業。現在は株式会社ネットプライスインキュベーションとなっている。

## 概要
- 本社所在地:東京都渋谷区広尾一丁目3番14号 ASAX広尾ビル5F
- 代表者:代表取締役社長 原田豊博
- 資本金:2億4000万円
- 主要株主:株式会社ネットプライス 80.1%、株式会社ネクストジャパン 19.9%

## 沿革
- 2004年（平成16年）7月16日 - 設立。
- 2006年（平成18年）10月1日 - 株式会社アミューズボックス（ネクストジャパンとネットプライスドットコムの合弁会社）を吸収合併。
- 2007年（平成19年）6月1日 - 株式会社ネットプライスインキュベーションと合併。